# Graffiti (série télévisée)
Pour les articles homonymes, voir Graffiti (homonymie).
Graffiti est une série télévisée québécoise de 25 minutes scénarisée par Maryse Pelletier en 66 épisodes de 25 minutes, diffusée du 10 janvier 1992 au 19 décembre 1995 à Radio-Québec.

## Synopsis
« Graffiti », raconte les problèmes de deux familles affligées d'un grave handicap social : l'analphabétisme.

## Fiche technique
- Scénarisation : Michelle Allen, Normand Canac-Marquis, Jean-François Caron, Maryse Pelletier, Sylvie Provost, Jean-Paul Le Bourhis, Dominique Drouin, Geneviève Lefebvre
- Réalisation : Pierre-Yvan Dubuc et Yvon Trudel
- Société de production : Radio-Québec

## Distribution
- Muriel Dutil : Yolande Laberge
- Aubert Pallascio : Maurice Duguay
- Denis Roy : Éric Duguay
- Gérard Paradis : Guy Laberge
- Louise Portal : Chantal Legault
- Patrick Labbé : Bernard Legault
- Geneviève Rioux : Lalou Bessette
- Marie-France Lambert : Josée Duguay
- Pierre Chagnon : Hugues Fortin
- Marie Cantin : Louise Marchand
- Luc Dagenais : Michel Dumas
- Marie-Josée Tremblay : Lyne Duguay
- Sandrine Brodeur-Desrosiers : Chloé Legault (1992)
- Louis De Santis : Jean-René Grégoire
- Daniel Jordan : Joseph Walter
- Fanny Mallette : Sunny Tétreault (1994)
- Grégory Charles : Roger O'Connell
- Jacques Godin : Mathieu O'Connell
- France Castel : Céline Bouchard, dite Vénus
- Guy Thauvette : Guillaume Cardin
- Norman Helms : Romain Boutin
- Amulette Garneau : Martine Boyer
- Julie Normandin : Chloé Legault (1994-95)
- Nathalie Breuer : Maryse Delnours
- Roger Joubert : Norbert Collin
- Marie-Chantal Perron : Sofia Coronetti
- Geneviève Bilodeau : Sunny Tétreault (1994-95)
- Guylaine Tremblay : Karole Legault
- Vincent Bilodeau : Claude Simard
- Marc Béland : Jacky Montpetit
- Henri Chassé : Félix Valois
- Angelo Cadet : Dalla Tanzi
- Nawal Rachdaoui : Leïla
- Majda Iaroud : Majda
- Reynald Robinson : Ghyslain
- Robert Brouillette : Conrad Boivin
- Sylvia Gariépy : Ouvrière
- Frédéric D'Astous-Bigras : Lancelot Duguay
- Geneviève Déry : Marianne Legault
- Mathieu Labrie : Mario Legault
- Normand Lévesque : Marcel
- Guy Mignault : Michel Blanchard
- Gisèle Trépanier : Dr Fortier
- Christine Séguin : Suzanne

## Chanson du générique
Corridor du métro
Portent cicatrices de cœurs gros
Des mots d'amour fluorescents
Dans nos ruelles, des yeux perçants.
Une cœur à plat sur le trottoir
Sert d'oreiller à un clochard
Des mots de brique et de tendresse
Des lettres ouvertes sans papier ni adresse
Refrain
Moi j'ai un graffiti
Ou ou ou
Un graffiti sur le cœur
Y'a comme un graffiti
Ou ou ou
Un graffiti sur mon cœur
Qui nous lie
… sur le pavé
Comme un fossile d'amour passé
Des murs tatoués de paroles
Des fleurs de craie qui ont séché l'école
Refrain
Moi j'ai un graffiti
Ou ou ou
Un graffiti sur le cœur
y'a comme un graffiti
Ou ou ou
Un graffiti sur mon cœur
Qui nous lie
Qui nous lie
Qui nous lit
Graffiti

## Récompenses
- Prix Gémeaux du meilleur premier rôle féminin téléroman : Louise Portal (1994 et 1996)
- Prix Gémeaux de la meilleure réalisation téléroman : Pierre-Yvan Dubuc (1996)